# Corredor (ave)
Corredor-saariano, corredeira-comum ou simplesmente corredor (Cursorius cursor) é ave limícola da família Glareolidae, de tamanho intermédio entre os borrelhos e as tarambolas. É uma ave característica de zonas áridas. Os locais de nidificação mais próximos situam-se em Marrocos e nas Ilhas Canárias. A sua ocorrência em Portugal é muito rara.